# Delta Cafés
Delta Cafés é uma marca e empresa portuguesa de torra e empacotamento de café com sede em Campo Maior, Alentejo. Foi fundada em 1961. A empresa faz parte do Grupo Nabeiro e o atual presidente é o Rui Miguel Nabeiro, que sucedeu ao seu avô, também com o nome de Rui Nabeiro.

## História
A empresa foi fundada em 1961 por Rui Nabeiro. O início da laboração começou num pequeno armazém de 50m² com duas bolas de torra com 30 kg de capacidade e três funcionários.
É na metade dos anos 1970 que Delta Cafés se consolida: desenvolvimento de novos produtos e serviços de qualidade global. Em 1984 acontece a separação da actividade comercial pela empresa Manuel Rui Azinhais Nabeiro Lda., da actividade industrial, desenvolvida pela NovaDelta SA.. Este trajecto atinge o seu auge em 1998, quando da reorganização do Grupo Nabeiro/Delta Cafés, altura em que são criadas 22 empresas, organizadas por áreas estratégicas para o reforço da principal actividade do grupo.

## Internacionalização
A Delta Cafés encontra-se presente em 40 países, através de operações Diretas (Portugal, Espanha, França, Suíça, Luxemburgo, Angola, Brasil e China) e através de operações Indirectas (EUA, Canadá, Moçambique, Cabo Verde, Alemanha, Holanda, Bélgica, Reino Unido, Polónia, Macau e Dubai).[carece de fontes?]
Em Espanha, a NOVADELTA Espanha, criada em 1986, é a empresa responsável pela comercialização de cafés da marca Delta e seus produtos complementares, bem como de toda a gama de produtos agroalimentares pertencentes às marcas comerciais do Grupo Nabeiro.[carece de fontes?]
Em Angola, é a empresa ANGONABEIRO que representa o Grupo desde 2000, atuando no mercado Angolano na área do comércio e da indústria, com as marcas de café Ginga e Delta e os produtos Adega Mayor e Agrodelta, assim como, os produtos provenientes de marcas pela Delta Cafés representadas, como a marca Vimeiro e Tetley.[carece de fontes?]
Em França, desde 2007, a Novadelta France, é a empresa do Grupo responsável por este mercado.
Seguiu-se em 2011 a entrada direta no Luxemburgo, em 2012 no Brasil, em 2015 na China e em 2016 a Suíça.[carece de fontes?]